# Un coin d'Azur
Pour plus de détails, voir Fiche technique et Distribution.
Un coin d'Azur est un téléfilm français réalisée par Heikki Arekallio, diffusé en 2004 à la télévision.

## Synopsis
L'histoire se déroule à Marseille durant la Seconde Guerre Mondiale. Alors que le maréchal Pétain est en visite dans la ville, les locataires d'un hôtel se retrouvent mêlés à une affaire de meurtre et n'ont d'autre solution que de s'enfuir. Malheureusement toute la ville est verrouillée et sous haute surveillance à cause de la présence du politicien...  

## Fiche technique
- Réalisateur : Heikki Arekallio
- Scénariste : Jean Bouchaud
- Musique du film :
- Directeur de la photographie : Felix Von Muralt
- Montage :
- Distribution des rôles :
- Création des décors : Laure Sorin
- Création des costumes : Sylviane Combes
- Société de production : ICT Nelka Films
- Pays d'origine : France
- Genre : Comédie
- Durée :
- Date de diffusion :

## Distribution
- Clémentine Célarié : Madeleine Neri - Mado
- Michel Jonasz : Gédéon Stern
- Laurence Côte : Alice Audibert
- Serge Hazanavicius : Norbert Legransard
- Nathalie Corré : Alicia Tollari
- Bruno Salomone : Félix Adjian
- Jean-Claude Dauphin : Oscar Desfontaines
- Laurent Olmedo : Edmond Vallabregue
- Alexandre Thibault : Le commissaire Galli
- Alexandre Fabre : Le médecin
- Jean Bouchaud : Anton Vatuchek
- Mag Versini : La vieille dame
- Georges Neri : Le curé
- Jean-Claude Dumas : Le directeur
- David Faure : L'inspecteur de l'hygiène
- Banbouran Sy : Abdou Diaye